# Dischides atlantideus
Dischides atlantideus är en blötdjursart som först beskrevs av Nicklès 1955.  Dischides atlantideus ingår i släktet Dischides och familjen Gadilidae. Inga underarter finns listade i Catalogue of Life.